# Bibliothèque municipale du District de Columbia

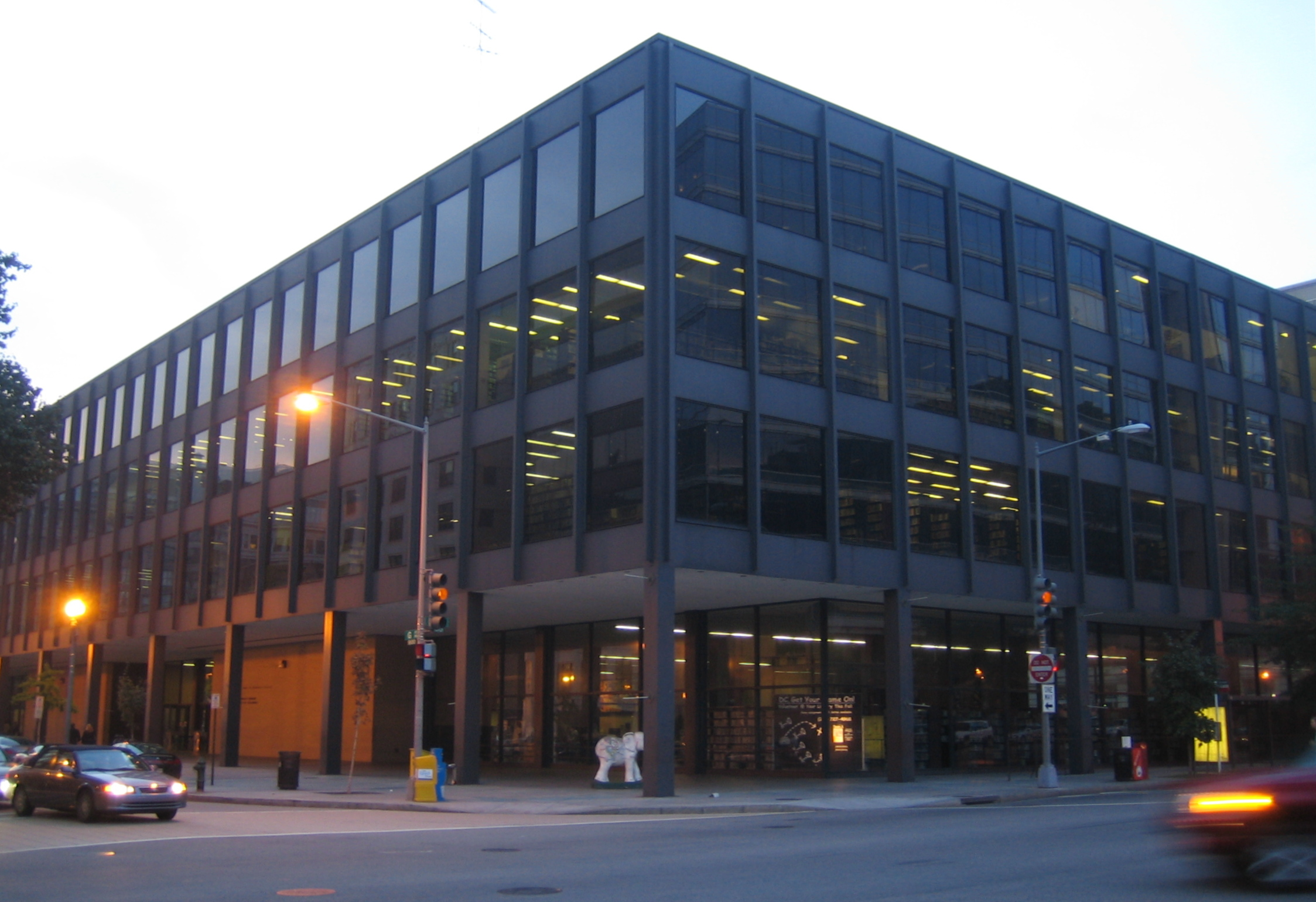
Bibliothèque Martin Luther King Jr., la bibliothèque centrale

La Bibliothèque municipale du District de Columbia (anglais : District of Columbia Public Library; DCPL) est le système des bibliothèques municipales de la ville de Washington, DC, aux États-Unis. Elle gère la Bibliothèque Martin Luther King Jr. Memorial et 24 autres bibliothèques.

## Bibliothèques
- Bibliothèque Martin Luther King Jr. Memorial
- Anacostia Neighborhood Library
- Bellevue / William O. Lockridge Library
- Capitol View Neighborhood Library
- Chevy Chase Neighborhood Library
- Cleveland Park Neighborhood Library
- Deanwood Neighborhood Library
- Francis A. Gregory Neighborhood Library
- Georgetown Neighborhood Library
- Juanita E. Thornton/Shepherd Park Neighborhood Library
- Lamond-Riggs Neighborhood Library
- Mount Pleasant Library
- Northeast Neighborhood Library
- Northwest One Library
- Palisades Neighborhood Library
- Parklands-Turner Neighborhood Library
- Petworth Neighborhood Library
- Rosedale Neighborhood Library
- Southeast Neighborhood Library
- Southwest Neighborhood Library
- Takoma Park Neighborhood Library
- Tenley-Friendship Neighborhood Library
- Watha T. Daniel/Shaw Neighborhood Library (en)
- West End Neighborhood Library